# Aanecht
Aanecht, auch Aanacht, war ein altägyptischer Künstler („Oberster der Nekropolenhandwerker“), der um 1200 bis 1170 v. Chr. in Deir el-Medina tätig war.
Aanecht ist aus einer Notiz bekannt, in der seine Titel angegeben wurden. Er war zunächst einfacher Nekropolenarbeiter, später wird er als „Oberster der Nekropolenhandwerker“ geführt. Damit muss er der leitende Künstler in der Nekropole von Theben-West gewesen sein. Er war in diesem hohen Amt Nachfolger des Paneb und Vorgänger des Nechetemmut. Durch diese chronologische Einordnung lässt sich auch die Lebens- und Wirkungszeit des Aanecht erschließen. Werke können ihm nicht zugeordnet werden.